# Попи Морган
Попи Морган (енгл. Poppy Morgan; Кингстон на Халу, 17. фебруар 1983) је енглеска порнографска глумица, модел и редитељ.

## Награде
- 2006: Euro eLine Award – Best Starlet
- 2006: Medien eLine Award – Best Actress – International[2]
- 2006: UK Adult Film and Television Awards – Best Female Actress Of The Year[3]
- 2008: AVN Award for Best Sex Scene in a Foreign-Shot Production, for a 10-person group scene in Furious Fuckers Final Race[4]
- 2010: AVN Award – Best All-Girl Three-Way Sex Scene – The 8th Day[5]